# Naël Marandin
 (août 2018).
Si vous disposez d'ouvrages ou d'articles de référence ou si vous connaissez des sites web de qualité traitant du thème abordé ici, merci de compléter l'article en donnant les références utiles à sa vérifiabilité et en les liant à la section « Notes et références ».
Naël Marandin né le 23 juin 1980 à Paris, est un comédien, scénariste et réalisateur français.

## Biographie
En 1993, à 13 ans, il est choisi pour interpréter Serge Souplier dans la tournée à travers la France, la Suisse et la Belgique de la pièce La Ville dont le prince est un enfant d'Henry de Montherlant, mis en scène par Pierre Boutron. Il joue ce rôle en alternance avec Aurélien Wiik, Mathieu Sissler et Julien Lefebvre. Il occupe ensuite en 1996 un rôle à la télévision dans Les Allumettes suédoises. Il retrouve la pièce de Montherlant, change de rôle et interprète le jeune adolescent Sevrais dans le téléfilm La Ville dont le prince est un enfant réalisé et interprété par Christophe Malavoy en 1997. À partir de 2007, il s'oriente vers la réalisation pour le cinéma.

## Filmographie

### Cinéma

#### Acteur
- 1999 : Les Enfants du siècle de Diane Kurys
- 2013 : Les Jeux des nuages et de la pluie de Benjamin de Lajarte : voix de Benjamin
- 2017 : La Cour des murmures de Grégory Cohen (moyen métrage) : Tom

#### Scénariste et réalisateur
- 2007 : Pas de quartier, documentaire coréalisé avec Charles Daubas (moyen métrage)
- 2015 : La Marcheuse (long métrage)
- 2021 : La Terre des hommes (long métrage)[1] : Prix Croire au cinéma 2022[2].

### Télévision

#### Acteur
- 1995 : Pourquoi les enfants ?, documentaire de Christian Delage destiné au Mémorial des enfants juifs exterminés d'Izieu
- 1996 : Les Allumettes suédoises de Jacques Ertaud (mini-série) : Olivier Châteauneuf
- 1997 : La Ville dont le prince est un enfant (téléfilm) de Christophe Malavoy : Sevrais
- 1998 : À nous deux la vie d'Alain Nahum (téléfilm) : Mathieu
- 2005 : Le Tuteur, épisode Pour le sourire de Romain de François Velle (série) : Romain

## Radio
- 2018 : Vie et Mort de Yuanli (scénario et co-réalisation avec Alexandre Plank), France Culture[3].